# Gus Hansen
Gustav (Gus) Hansen (Kopenhagen, 13 februari 1974) - bijgenaamd The Great Dane - is een Deens professioneel pokerspeler. Hij was de eerste speler ooit die drie World Poker Tour-toernooien op zijn naam schreef en haalde in september 2010 zijn eerste WSOP-bracelet binnen door het £10,350 No Limit Hold'em High Roller Heads-Up-toernooi te winnen. Tot en met juni 2014 won Hansen meer dan $11.250.000 in pokertoernooien.

## Levensloop
Voordat hij in 1997 professioneel pokerspeler werd, speelde Hansen backgammon en tennis op niveau. Hij beoefende in zijn tienerjaren diverse binnen- en buitensporten en was een prestaties boekende junior-atleet. In 2000 verhuisde hij naar New York om daar een professioneel backgammonspeler te worden, maar hij vond het aantal opponenten op niveau vervolgens te klein. Hij noemt zichzelf een professioneel gokker en wedde/wedt behalve op poker- en professionele sportwedstrijden, ook op eigen sportuitdagingen (zoals hardlopen).

## Pokercarrière
Hansen begon met poker spelen in Santa Cruz terwijl hij een uitwisselingsstudent was op de Universiteit van Californië - Santa Cruz (UCSC) in 1993. Kenmerkend voor zijn pokerstijl is zijn extreem losse en agressieve spel. Hij zet in, verhoogt of bluft met bijna elke kaartcombinatie die hij krijgt. Daarmee verleidt hij tegenstanders ook mee te gaan of in te zetten als hij een daadwerkelijk goede hand heeft. Hansen heeft aan de hand van zijn spel tijdens het toernooi Aussie Millions een boek geschreven genaamd: Every hand revealed. Tijdens dit toernooi verliet hij regelmatig de tafel om tegen zijn dictafoon te praten, waarop hij in het Deens aantekeningen achterliet om achteraf terug te luisteren.
Hansen woont in Monaco.

## The Corporation
Hansen maakte van 2001 tot en met 2004 deel uit van gelegenheids-pokerteam The Corporation.
En wordt sinds 2016 gecoacht door Roy '9bet bluff' Hoveling

## WSOP-titel
| Jaar                              | Toernooi                                      | Prijs      |
| --------------------------------- | --------------------------------------------- | ---------- |
| World Series of Poker Europe 2010 | £10.350 No Limit Hold'em High Roller Heads-Up | £288.409,- |

## Voetnoten
1. ↑  Gus Hansen: Hendon Mob Poker Database
2. ↑  Full Tilt Poker: Gus Hansen